# Абсент

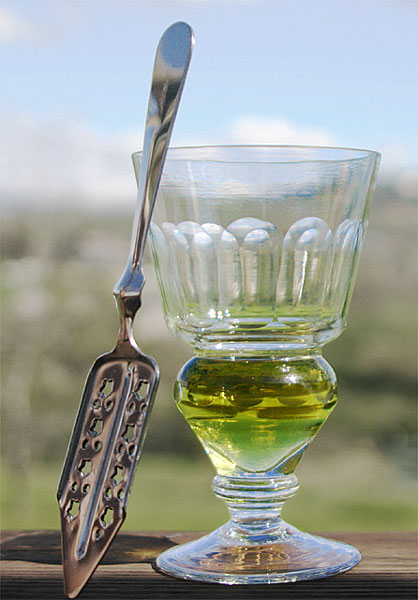
Абсент и ложка для абсента

Абсе́нт (фр. absinthe от др.-греч. ἀψίνθιον — полынь горькая) — алкогольный напиток, содержащий обычно около 70 % (иногда 75 %, 80 % или даже 90 %) алкоголя. Важнейший компонент абсента — экстракт горькой полыни (лат. Artemisia absinthium), в эфирных маслах которой содержится большое количество туйона. Однако в самом абсенте содержатся лишь следовые количества этого вещества.

## Состав и свойства
Туйон долгое время считался одним из главных действующих компонентов абсента: это токсичное вещество, за которым долгое время удерживалась репутация галлюциногена, впоследствии не подтверждённая исследованиями. Исследователи в XIX в. считали, что туйон добавляет к опьянению, которое по причине высокой крепости абсента может произойти очень быстро, выраженное возбуждающее действие, зачастую приводящее к неконтролируемой агрессии. Более современные исследования продемонстрировали, что галлюциногенные свойства абсента сильно преувеличены.
В состав напитка в той или иной форме входят следующие растения:
- аир (Acorus);
- анис (Pimpinella anisum);
- вероника (Veronica);
- дягиль (Archangelica);
- иссоп (Hyssopus);
- кориандр (Coriandrum sativum);
- лакрица (Glycyrrhiza);
- мелисса (Melissa);
- мята (Mentha);
- петрушка (Petroselinum)[11];
- полынь горькая (Artemisia absinthium);
- полынь понтийская (Artemisia pontica);
- ромашка (Matricaria);
- фенхель (Foeniculum)

Абсент чаще всего имеет изумрудно-зелёный цвет, но также может быть прозрачным, жёлтым, синим, коричневым, красным или чёрным. Зелёный цвет напитка обусловлен хлорофиллом, который разлагается на свету, во избежание чего абсент разливают в бутылки из тёмного стекла. Благодаря характерному цвету абсент получил прозвища «Зелёная фея» и «Зелёная ведьма».
Абсент мутнеет от добавления воды, так как эфирные масла аниса и фенхеля при разбавлении крепкого спиртового раствора образуют эмульсию.

## История

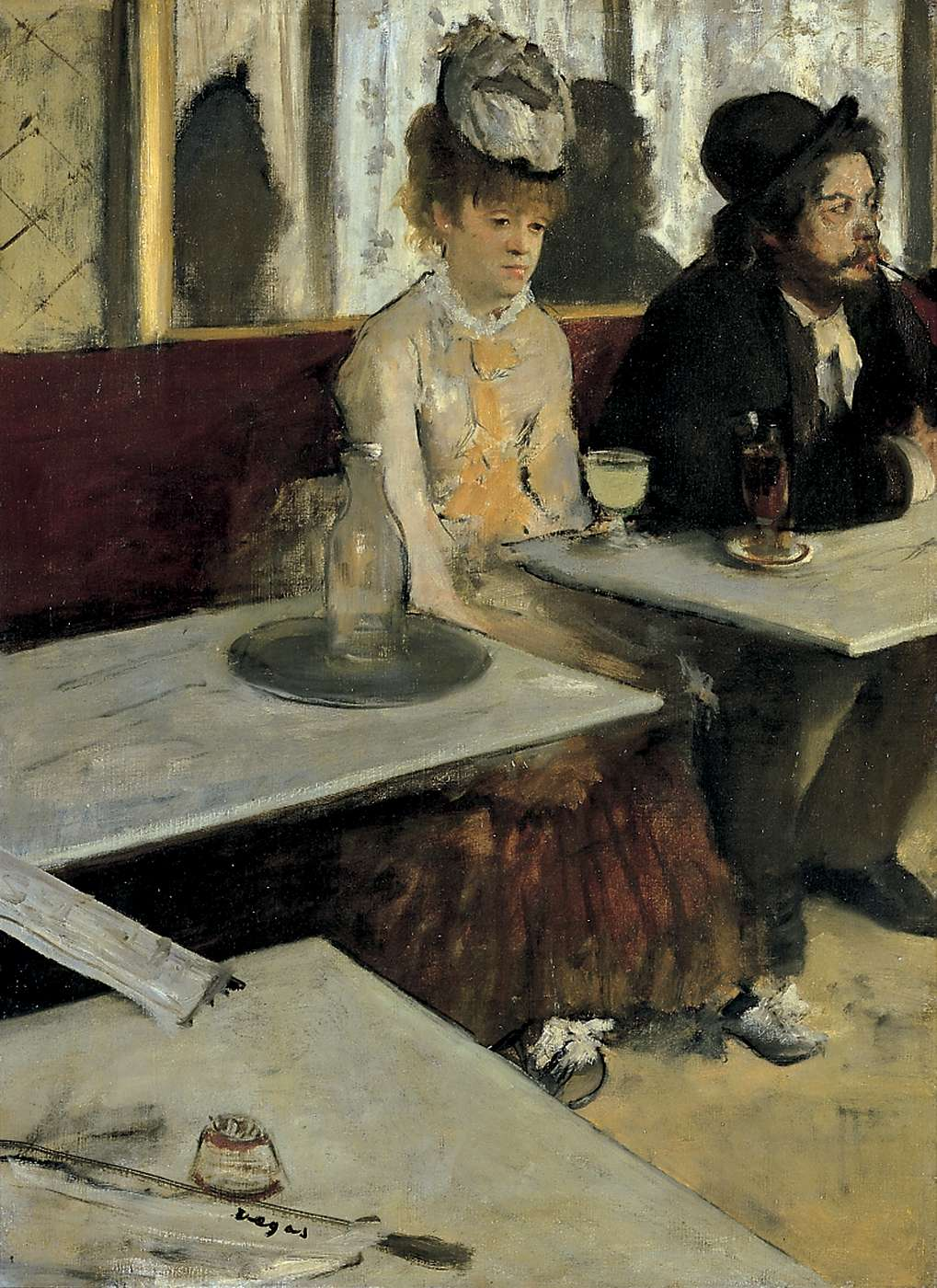
«Абсент», Эдгар Дега, 1876, Музей Орсе, Париж

### Появление
Существует несколько версий появления абсента. Некоторые историки считают, что абсент появился в Швейцарии в 1792 году в городке Куве, расположенном неподалёку от границы с Францией. В этом городе жили сестры Энрио, занимавшиеся изготовлением лекарственных снадобий. Одно из них приготовлялось методом дистилляции полынно-анисовой настойки в небольшом перегонном аппарате и получило название «Bon Extrait d’Absinthe». В состав конечного спиртного напитка входили также ромашка, фенхель, вероника, кориандр, иссоп, корень петрушки, мелисса, шпинат. Этот эликсир сестры продавали через врача Пьера Ординера, бежавшего в Швейцарию во время Великой французской революции. Некоторые историки считают, что Пьер Ординер сам разработал рецепт абсента. Лекарь прописывал абсент своим пациентам едва ли не как панацею.
Позже предприниматель Анри Дюбье купил секретный рецепт напитка и наладил его массовое производство при помощи своего друга Анри-Луи Перно в 1798 году. Реализация абсента пошла удачно, из-за чего возникла необходимость в открытии нового завода в Понтарлье в 1805 году, который впоследствии стал основным центром производства напитка. Завод назвали «Перно», и до сих пор абсент выпускается под этой торговой маркой.

### Распространение
Популярность абсента резко возросла во время французских колониальных войн в Северной Африке, которые начались в 1830 году и достигли пика в 1844—1847 годах. Французским военным выдавали определённое количество абсента для профилактики малярии, дизентерии и других болезней, а также для дезинфекции питьевой воды. Абсент оказался настолько эффективным, что прочно вошёл во французскую армейскую жизнь от Мадагаскара до Индокитая. В то же время в войсках Северной Африки стали всё чаще встречаться случаи параноидной шизофрении, называвшейся «le cafard». Среди французских колонистов и эмигрантов в Алжире тоже распространилась мода на абсент. Во второй половине XIX века абсент был широко распространён во Франции, популярность абсента была соизмерима популярности вина.

Газета «Нью-Йорк Таймс» отмечала, что во Франции девушки от 18 до 20 лет страдают циррозом печени намного чаще, чем в других странах, и причина — в пристрастии к абсенту. Это увлечение объяснялось особым вкусом женщин к абсенту. Они пили его чаще неразбавленным, потому как не хотели пить много из-за корсета. Ценители утверждали, что даже белое вино может показаться после абсента каким-то нечистым на вкус. Абсент выделяется особым привкусом, как сигареты с ментолом.
Со временем абсент «опростился». Если раньше «старые алжирские воины и бездельники-буржуа потребляли это сомнительное зелье, пахнущее так, словно им полощут рот», то около 1860 года абсент стал спускаться с богемных высот на уровень простых трудяг. В свою лучшую пору абсент был достаточно дорогим напитком, но с появлением дешёвых марок стал намного доступнее и вреднее.

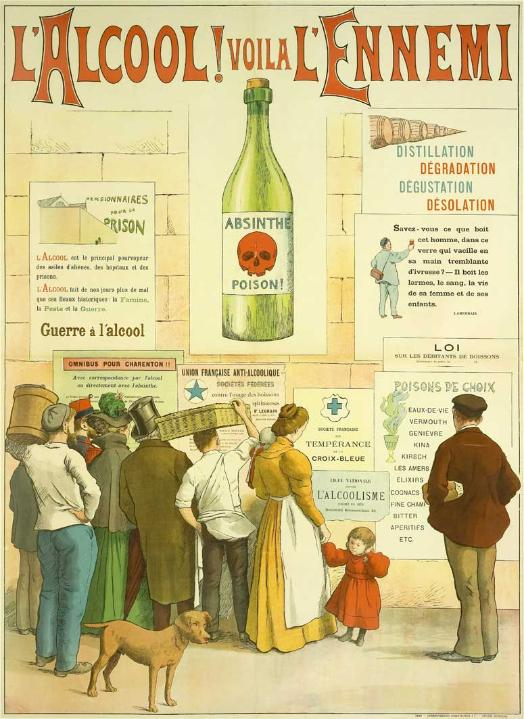
Абсент — яд. 1910

Выделяют несколько причин «заражения» рабочих буржуазной привычкой. Но в целом картина выглядит так: сокращение рабочего дня до 8 часов, повышение зарплаты, гибель виноградников от филлоксеры в 1870-е и 1880-е годы и, как следствие, повышение стоимости вина. Соответственно повысилась стоимость виноградного спирта, использовавшегося прежде при изготовлении абсента, производители обратились к промышленному спирту, что сделало абсент дешевле вина в 7—10 раз. Самый дешёвый абсент был настоящим ядом, его и употребляли рабочие в сомнительных забегаловках, в которых иногда не было даже столов и стульев, а только цинковая стойка.
С 1880 года абсент прочно ассоциировался с шизофренией, страданием и смертью. Его называли «безумием в бутылке» (фр. la folie en bouteille). Потребление напитка росло с каждым годом. Если в 1874 году оно составляло 700 000 литров в год, то к 1910 году уже 36 000 000 литров. Неудивительно, что у абсента появлялось всё больше противников — «Если абсент не запретить, наша страна быстро превратится в огромную палату, обитую войлоком, где одна половина французов наденет смирительные рубашки на другую».

### Запреты
В июле 1905 года Жан Ланфре, швейцарский фермер и известный абсентье, находясь под воздействием большого количества абсента и других алкогольных напитков, застрелил всю свою семью — употреблённые фермером в тот же день рюмки крем-де-манта, коньяка, две чашки кофе с коньяком, три литра вина не нашли столь восторженного отклика у газетчиков. Эта история заняла первые страницы европейских газет, в результате чего 82 450 человек подписали петицию властям с просьбой запретить абсент в Швейцарии. В результате референдума 5 июля 1908 года абсент был запрещён.

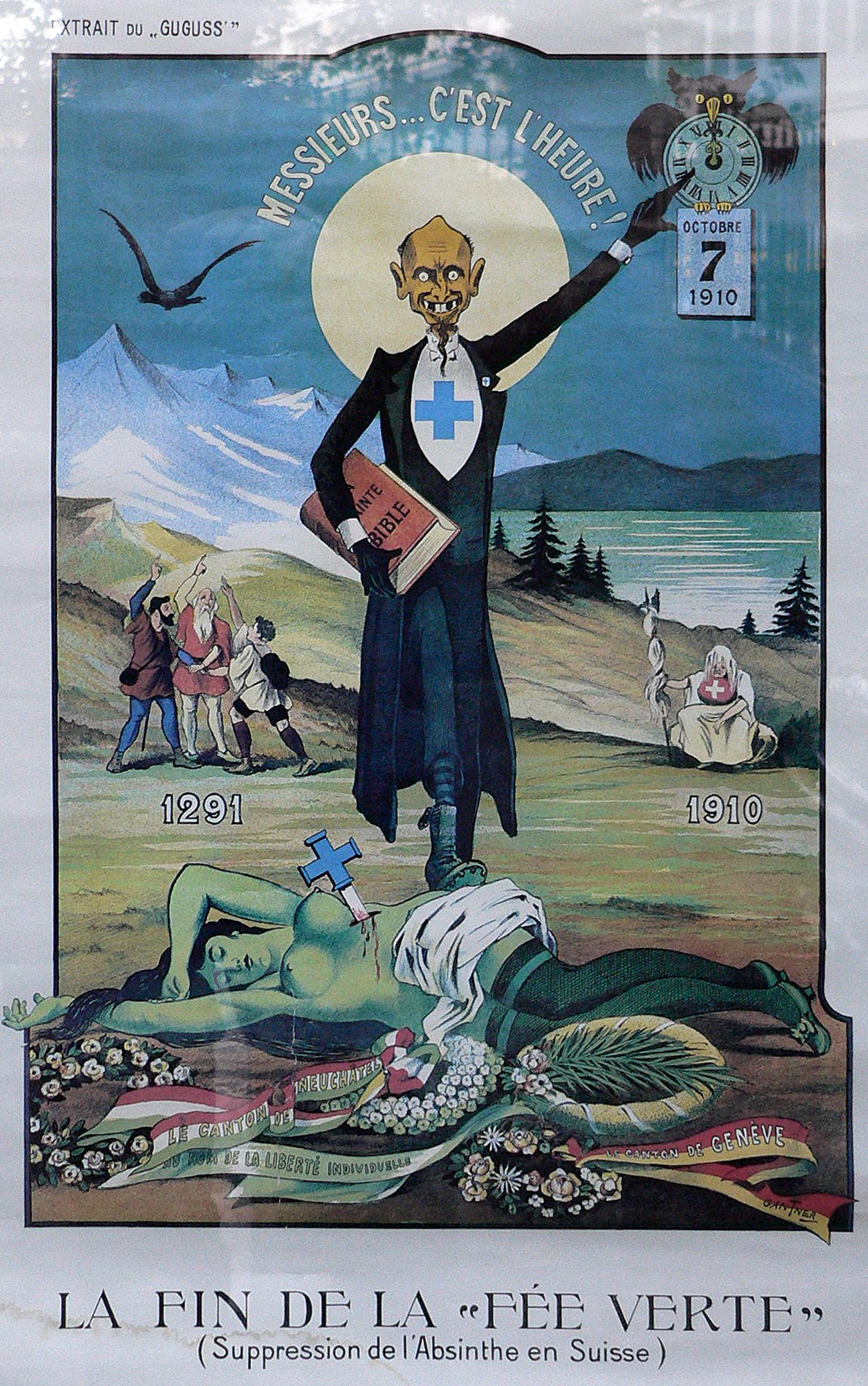
Смерть «Зелёной Феи». Плакат, выражающий недовольство запрещением абсента в Швейцарии.

К тому же массовый алкоголизм среди французских рабочих и массовые недоборы в армию по причине общего ухудшения здоровья призывников (это связывали с повсеместным употреблением абсента) накануне Великой войны привели 16 августа 1914 года к попытке Палаты депутатов Франции запретить продажу абсента на основании опасений, «что пьющие пиво тевтонцы истребят пьющих абсент упадочных французов».
Тогда же был распространён военный плакат, на котором женщина в характерной для немецких войск остроконечной каске занята приготовлением абсента.
В марте 1915 года, при поддержке так называемого «винного лобби», во Франции была запрещена не только продажа, но и изготовление абсента.
Ещё раньше, в 1912 году американский сенат проголосовал за запрещение «всех напитков, содержащих туйон» (в 1980-е этот закон дополнил ещё один, согласно которому военнослужащим США было запрещено употреблять абсент даже за границей).
В конечном счёте, абсент фактически был изгнан из многих стран мира: Швейцарии, США, Франции, Бельгии, Италии, Болгарии, Германии. Абсент стали называть наркотиком.
С 1930-х по конец 1980-х годов абсент существовал[где?] на полулегальном положении либо в виде заменителей: анисовой водки, листьев полыни, вымоченных в водке, и тому подобном.

### Легализация
Местом возвращения абсента на рынок считается Великобритания, точнее Шотландия. Там он никогда не был запрещён, но и после гонений в других странах совершенно не имел популярности до 1998 года, когда чешская марка Hill's, основанная в 1920 году, запустила напиток на британский рынок. В немалой степени успеху этого предприятия способствовали знаменитости, в частности Джонни Депп, находясь в Великобритании на съёмках фильма «Сонная лощина», рассказывал, как неоднократно употреблял абсент совместно с Хантером С. Томпсоном на съёмках «Страха и ненависти в Лас-Вегасе».
Вообще, успех чешской марки трудно объяснить, потому что вкус этого абсента не отвечал элементарным требованиям. «Этот абсент пьют, чтоб быстро опьянеть; только мазохист добавляет в него воду, чтобы затянуть его действие». Эта фраза, которую можно услышать только в ночных клубах или в среде состоятельных алкоголиков, тем не менее, верно передаёт то, что использовался такой продукт в качестве наркотического средства, а не собственно как напиток (столовым напиток подобной крепости быть по определению не может). Качественный, напротив, не вызывает опьянения столь быстро, хотя и превосходит, кроме «плохого», все известные напитки с содержанием этилового спирта.
Марку Hill’s ругали все квалифицированные критики алкогольной продукции и производители; через год, при содействии главного французского эксперта по абсенту и создательницы музея абсента, Мари-Клод Делаэ, была выпущена новая марка «La Fee», которую можно было употреблять без испытания столь неприятных вкусовых ощущений и других последствий, хотя и с предосторожностями.
Маркетинговая политика производителя учитывала комическое отношение англичан к «опаснейшему из ядов», ряд акций носил ярко выраженный «несерьёзный» характер, несвойственный рекламе алкоголя. Это привело к созданию более «позитивного» образа абсента — преуменьшенно вредного и слегка зловещего; никогда до этого высокотоксичный алкоголь не имел такой «радужной» репутации.
В 2004 году парламент Швейцарии проголосовал за легализацию абсента, запрещённого с 1907 года. 24 июля 2004 года суд Амстердама отменил голландский закон от 1909 года, запрещающий абсент. Сейчас производители абсента обязаны соблюдать ограничения, введённые Европейским союзом, согласно которым количество туйона в абсенте не должно превышать 10 мг/кг (35 мг/кг с 2008 года). Однако недобросовестными производителями эти нормы довольно часто нарушаются.
В США с 2007 года разрешён ввоз и производство абсента с долей туйона, не превышающей 10 мг/кг.

## Виды абсента
Классифицировать абсенты можно по разным критериям:
По цвету:
- Зелёный — классический натуральный цвет абсента. Имеет несколько оттенков: от насыщенного изумрудного до светло-зелёного. Практически каждый производитель выпускает зелёный абсент. Так как окраска естественными красителями (хлорофиллом из зелёных листьев) недолговечна, то производители в подавляющем большинстве случаев используют искусственные зелёные пищевые красители.
- Жёлтый абсент. Яркого янтарного цвета. В большинстве случаев этот цвет создаётся пищевыми красителями, но он также может быть признаком натуральности абсента, так как естественные красители (хлорофилл из зелёных листьев) меняют цвет в сторону желтизны через несколько месяцев после изготовления (старение абсента).
- Красный абсент — напиток с экстрактом граната, который придаёт ему пикантный светло-рубиновый оттенок и оригинальное послевкусие. В большинстве красных абсентов используются пищевые красители.
- Чёрный (коричневый) абсент. В отличие от остальных видов напитка, в чёрном абсенте использованы не листья или соцветия полыни, а корни. Тёмный цвет напитку придаёт настой чёрной акации Катеху, который вносит в абсент ягодные и сладкие тона. В настоящее время для придания абсенту тёмных оттенков используются пищевые красители.
- Синий абсент. Цвет может варьироваться от голубого до индигового. Многие производители для подкрашивания используют вытяжки из растений — семян гуараны или бутонов голубого лотоса. Даже в концентрированном виде эти натуральные красители не меняют характерный вкус напитка. Крепость — от 40 % до 80 %, синий абсент любой крепости часто используется для коктейлей.

В настоящее время по цвету такого потенциально опасного для потребления продукта, как абсент, нельзя судить о его качестве и натуральности.
По крепости:
- большой крепости (55—65 %): французские, чешские и испанские сорта с экстрактом полыни и низким содержанием туйона или вовсе без него;
- экстремально большой крепости (70—85 %): швейцарские, большая часть чешских, испанских, итальянских и немецких, а также некоторые французские сорта абсента. Натуральные абсенты, выполненные по классической технологии (настойка, далее дистилляция), обычно входят именно в эту категорию.

По содержанию туйона
- с высоким содержанием: 25—100 мг/л: швейцарские абсенты Suisse La Bleue, чешские Logan 100, King of Spirits и другие.
- с низким содержанием туйона от 1,5 до 10 мг/л: большая часть абсентов, выпускаемых в Европе.
- без туйона: Logan Fils (Швейцария), Absente (Франция), однако чаще всего настойки, имитирующие абсент.

## Эффект от употребления

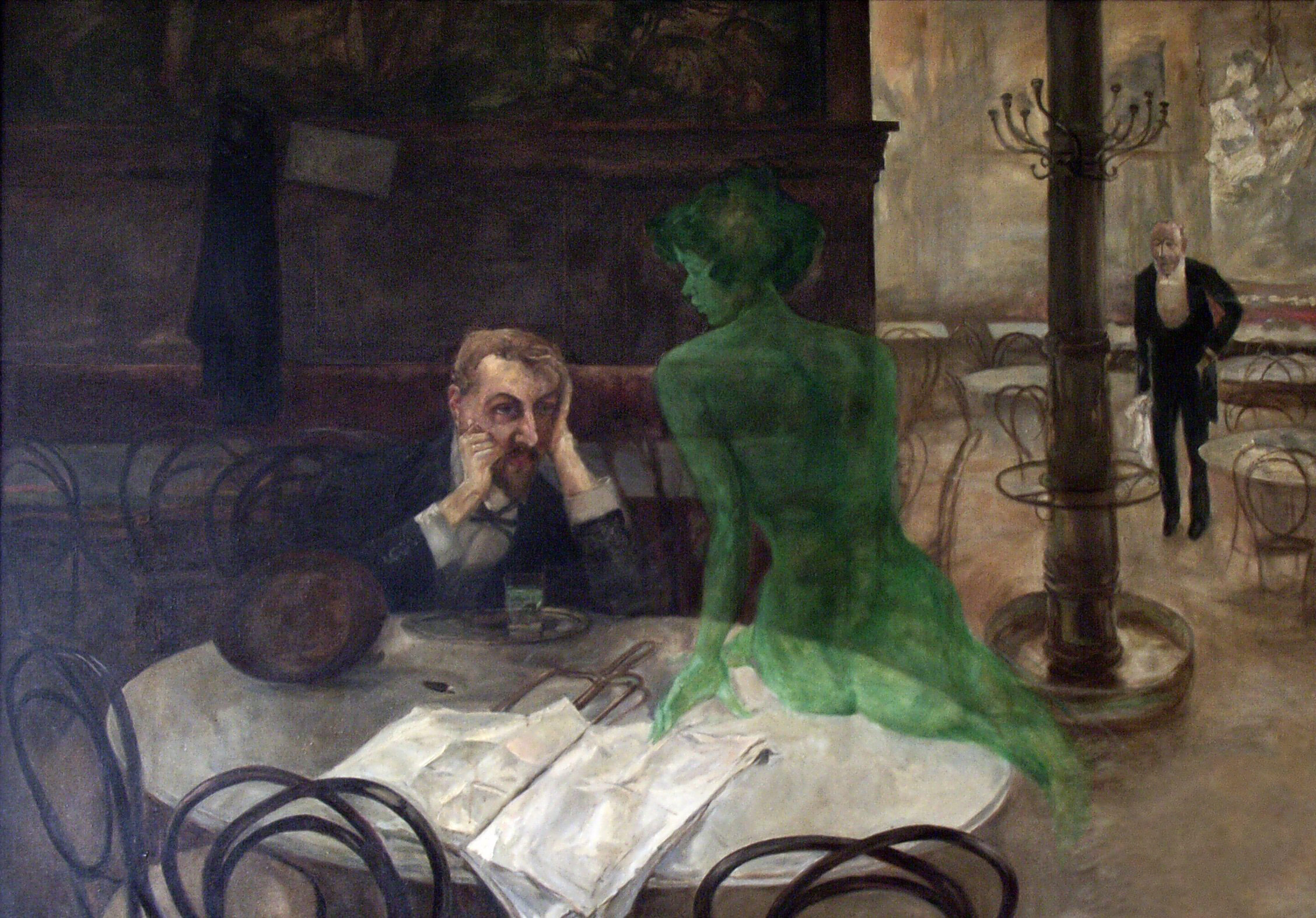
Виктор Олива: «Пьющий абсент», 1901

Вред от абсента связывают в основном с содержанием в нём туйона (монотерпина), токсичного вещества, которое содержится в горькой полыни и может с достаточно большой вероятностью вызвать ряд негативных последствий для организма. Опьянение абсентом (передозировка при чрезмерном злоупотреблении) напоминает действие некоторых наркотических веществ, которые вызывают общее возбуждение, изменение сознания и галлюцинации, немотивированную агрессию.
Иногда при употреблении абсента возникают галлюцинации, которые обычно связывают с содержанием в абсенте туйона. В своей книге «Абсент» английский культуролог Фил Бейкер рассказывает о случаях галлюциногенного эффекта от приёма абсента, вообще не содержащего туйон, что говорит скорее о важности второстепенных факторов, таких, как переносимость других растительных ингредиентов напитка организмом пьющего. Однако это высказывание не было сопровождено фактическим подтверждением, а все прочие растительные компоненты не являются галлюциногенными ни в каком виде.

Роль туйона и эфирных масел сводится к маскировке вкуса спирта, что может привести к необычно быстрому и сильному опьянению, сопровождаемому дрожью, головными болями, головокружениями, мышечными судорогами и даже потерей сознания.
Кроме того, из-за высокой концентрации спирта абсент гарантированно наносит вред организму при употреблении доз от бокала с интервалом менее получаса, а его более или менее частое употребление всегда заканчивается похмельным синдромом, поражением внутренних органов и мозга. Побочными эффектами чрезмерного употребления этого напитка могут быть: бессонница, кошмары, дрожь или озноб, депрессия, оцепенение, психоз, судороги, тошнота — то есть проявления абстинентного синдрома, как при злоупотреблении любым алкогольным напитком.

## Культура употребления

### Ложка для абсента

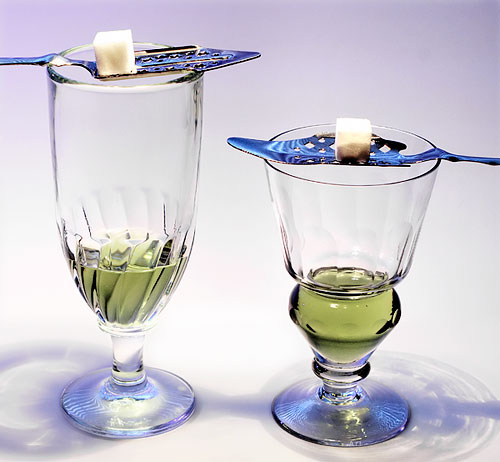
Стаканы с абсентом

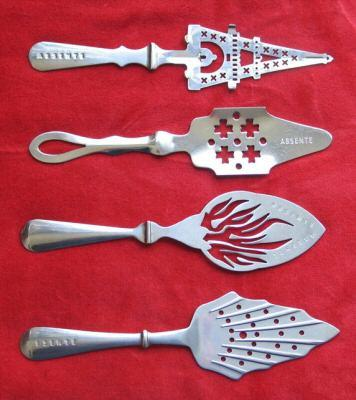
Ложечки для абсента

Специальные ложечки для абсента используются для размещения над бокалом кускового сахара, через который наливается холодная вода, так как вкус чистого абсента слишком горький для большинства пьющих.

### Способы подачи
В «Руководстве бармена» Гарри Джонсона 1882 года издания содержались следующие рекомендации подачи абсента:

- Старый французский способ: Подавая абсент, Вам следует быть уверенным, желает ли покупатель, чтобы ему подали в старом французском стиле или в новом, улучшенном варианте. Смешайте в большом барном или абсентовом бокале: Порцию абсента поместите в большой бокал, а наверх бокала поместите специальный стакан в форме миски с маленькой дырочкой посередине, заполненный льдом с водой. Затем приподнимите стакан со льдом, чтобы струйка ледяной воды стекала в бокал с абсентом. Цвет абсента подскажет, когда надо остановиться. Затем перелейте в большой бокал и подавайте. Использовать надо только настоящий абсент, который легко опознать по цвету при смешивании — он станет белым и облачным, в отличие от подделки. Это и есть старый французский стиль подачи.
- Американский способ: Перемешайте в шейкере ¾ стакана мелкого льда, 6 или 7 ложечек сахарного абсента, 1 порция абсента, 2 винных бокала воды, подайте в большом бокале. При таком смешивании абсент немного приятнее пить, чем во французском стиле. У американцев нет привычки пить абсент как французы, но их способ никому не вредит. Американцы называют такой абсент американским или замороженным абсентом.
- Итальянский способ: Возьмите маленький кувшин с ледяной водой, и медленно залейте в барный бокал, содержащий 1 порцию абсента, 2 или 3 куска колотого льда, 2 или 3 ложечки мараскина, ½ порции анисовой настойки. Помешайте ложечкой и подавайте. Это очень приятный способ употребления абсента, потому что он повышает аппетит. Рекомендуется перед едой.
- Немецкий или швейцарский способ: У немцев и швейцарцев самый простой способ употребления абсента, который я встречал в своих путешествиях по Европе. Если клиент, приходя в бар или кафе, заказывает абсент, бармен или официант наливает порцию в высокий бокал и подают раздельно с кувшином прохладной воды. А клиент уже сам разбавляет, как ему по душе. И всех это устраивает.

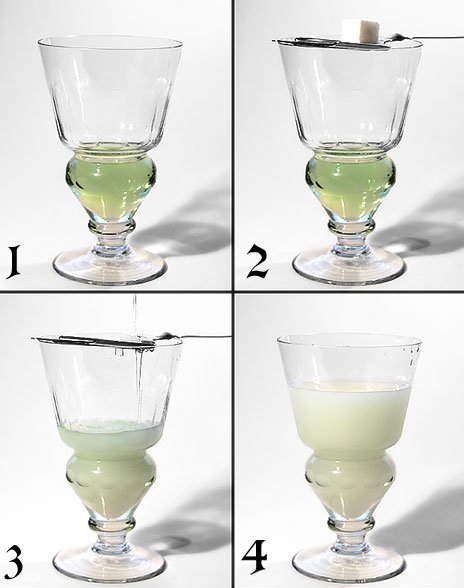
Когда вода смешивается с абсентом, напиток мутнеет

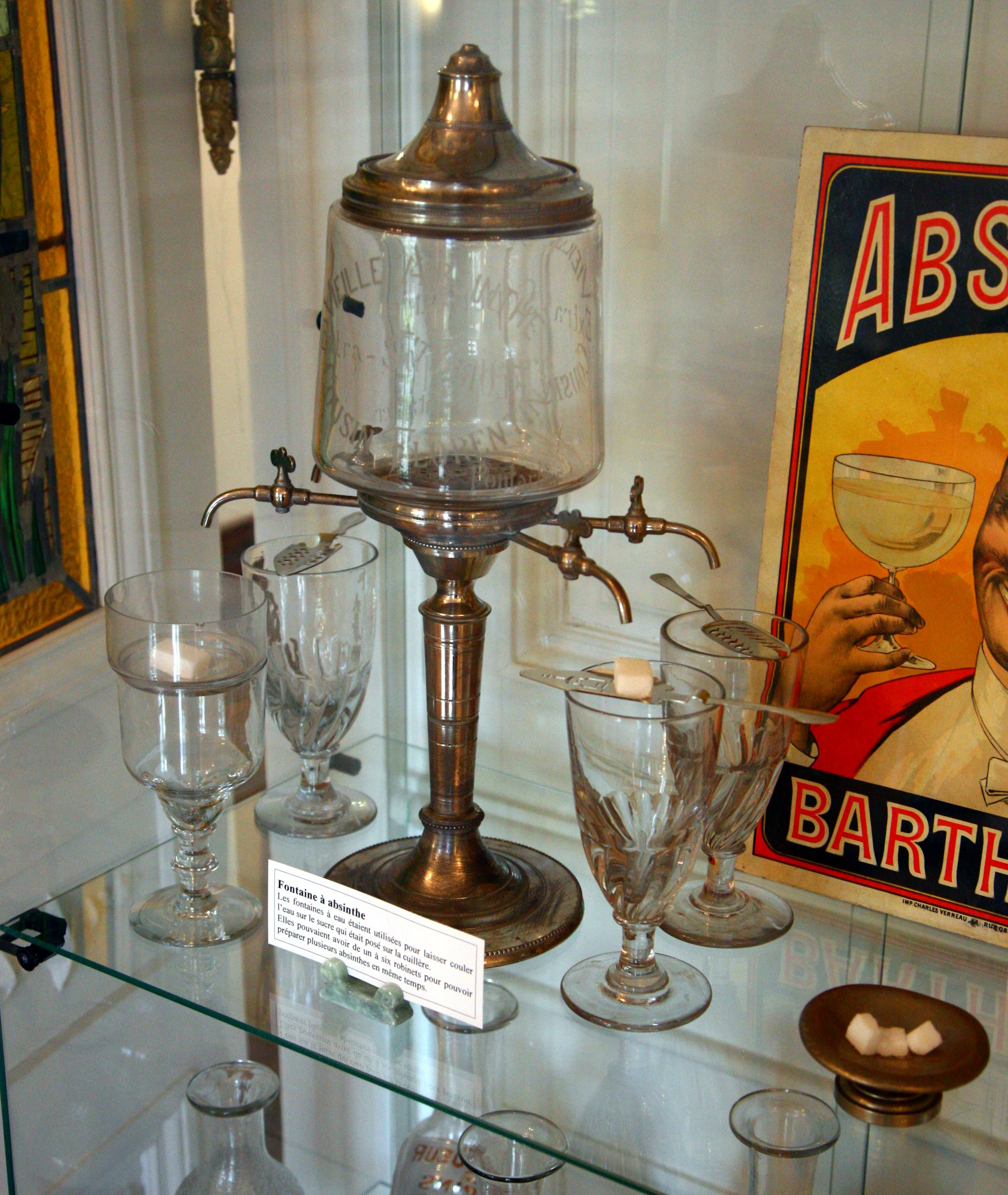
Абсентный фонтан с холодной водой, которую льют через кусок сахара

## Абсент в искусстве

### Живопись и изобразительное искусство

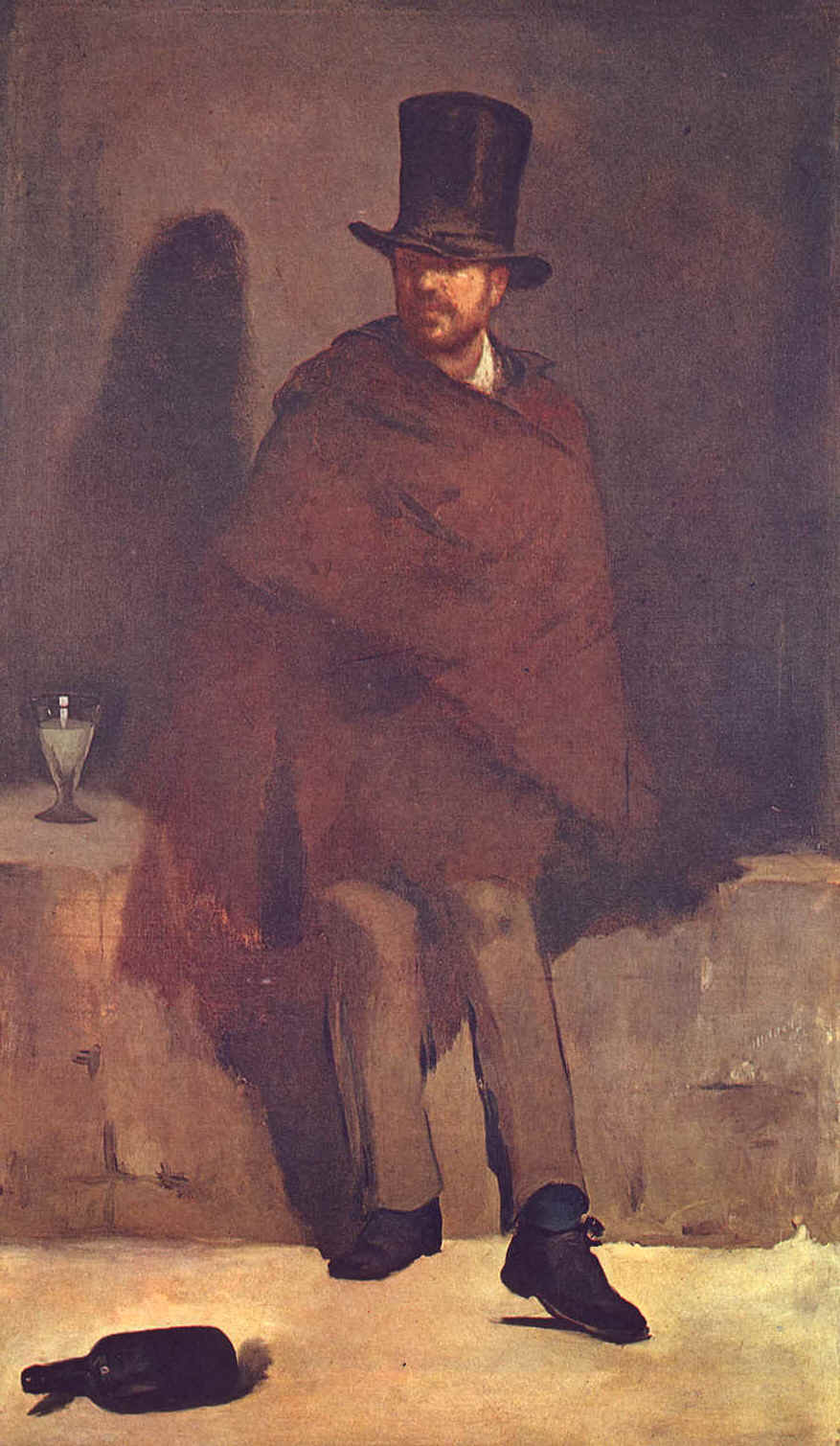
«Любитель абсента», 1858—1859, Новая глиптотека Карлсберга

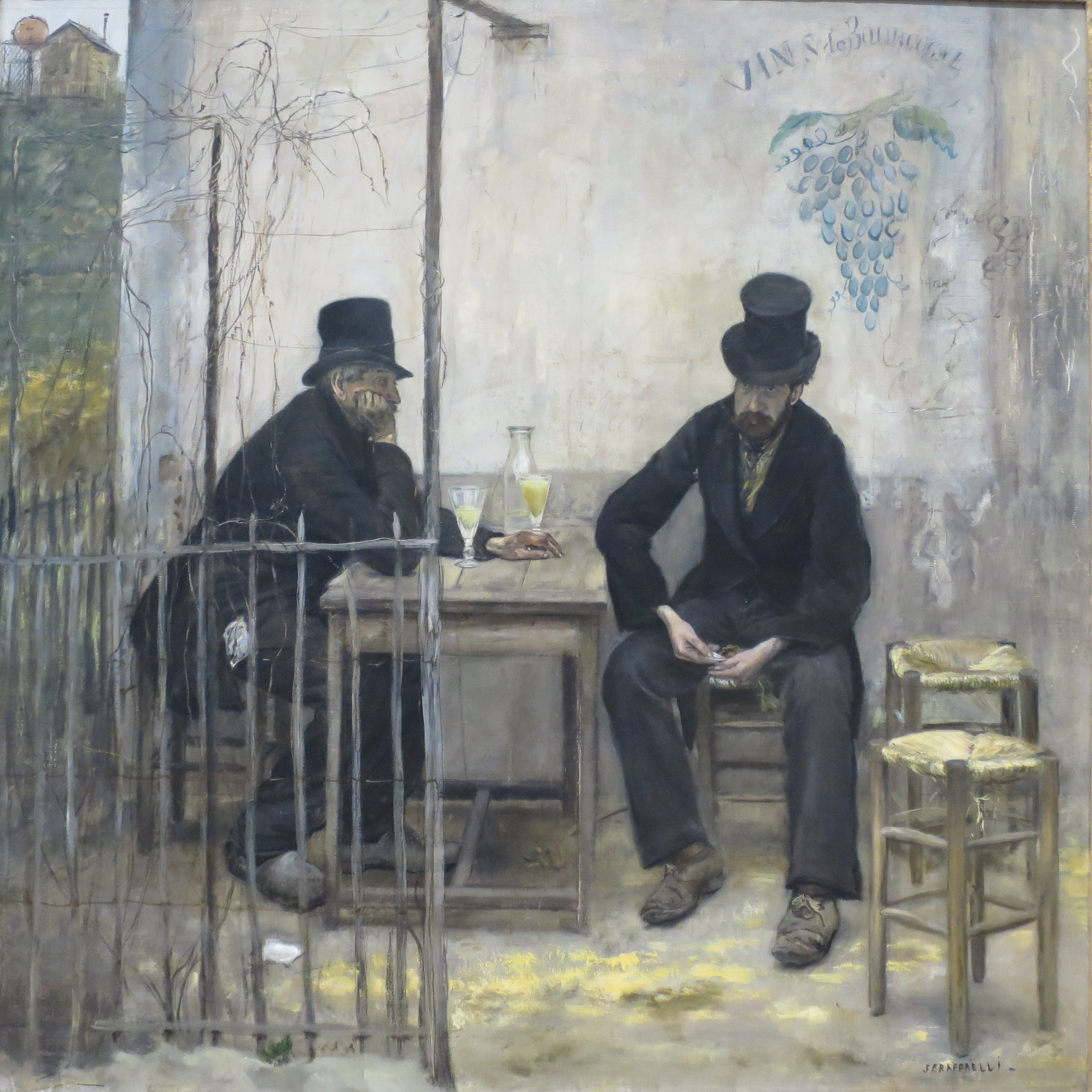
«Любители абсента». Жан-Франсуа Раффаэли, 1880—1881

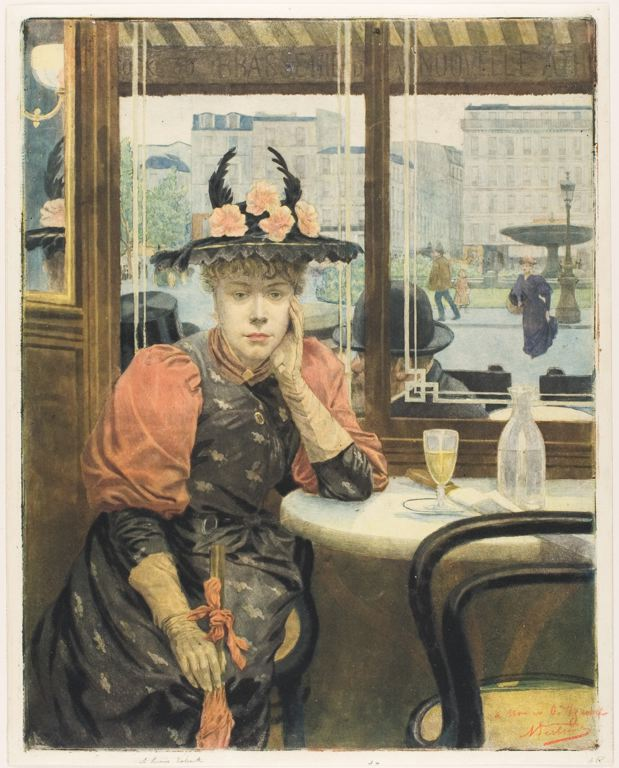
«Любительница абсента». Альберт-Эммануэль Бертран, 1890

Видя распространение в Европе первой формы наркотической зависимости среди широких масс, европейские художники конца XIX — начала XX века часто обращались к образу пьющего абсент человека с отсутствующим взглядом.
В коллекции Эрмитажа находится картина Пабло Пикассо «Любительница абсента» (1901). Существует по меньшей мере три версии этой картины. Также у Пикассо есть картина «Бокал абсента» (1914). В 1912 году он же написал картину, на которой изображена бутылка абсента «Перно» и бокал.
Художник-сюрреалист Гигер писал некоторые из своих работ после экспериментального употребления абсента. Позднее, в 2005 году, его имя получила одна из разновидностей французского абсента Brevans.

### В литературе
- Огромное и неоценимое значение абсент имеет для развития французской символистской поэзии, правда, воспринимался он в отрицательном смысле, по причине страдания тягой к нему самих поэтов. Такие столпы этого направления, как, Поль Верлен, Артюр Рембо были во многом вдохновлены этим напитком, который Верлен в своей «Исповеди» 1895 года называл «зелёной ведьмой» и требовал наложить запрет на этот «источник безумия и преступлений, идиотизма и позора». Такое во многом реалистичное отношение к абсенту выработалось у него из-за характерной для Верлена манеры пития «вечером и ночью», как он сам это называл. Из-за своей страсти к напитку он, будучи чутким человеком, тем не менее, нападал на свою жену и даже пытался её поджечь, стрелял из револьвера в своего друга Рембо и с ножом в руках требовал деньги у престарелой матери (его посадили на два месяца, хотя в суде его мать требовала оправдания, потому что на самом деле, как она сама уверяла, «в душе он — хороший мальчик»).
- В небольшой статье «Экспериментальное и клиническое исследование по алкоголизму. Алкоголь и Абсент. Абсентная эпилепсия» (фр. Étude Expérimentale et Clinique sur l’Alcoolisme — Alcool et Absinthe, Épilepsie Absinthique, 1871) Жак-Жозеф-Валантен Маньян описал особенности алкогольной зависимости у любителей абсента, во многом заложив основы восприятия этого напитка и его поклонников в Европе (Маньян настаивал на том, что именно абсент вызывает наиболее тяжёлые последствия в виде эпилепсии у его потребителей и генетических последствий — дебильности, имбецильности и т. п. — у нескольких поколений их потомков).
- Алистер Кроули (1875—1947) один из самых ярых защитников абсента, в его творчестве этот напиток оставил заметный след. На славу абсента Кроули посвятил много своих произведений; в своём эссе «Зёленая богиня» он оправдывает абсент и говорит о том, что нельзя оценивать что-то только по злоупотреблениям. «Мы же не проклинаем море, где бывают кораблекрушения, и не запрещаем лесорубам использовать топоры только из сочувствия к Карлу I или Людовику XVI. С абсентом связаны не только особые пороки и опасности, но и милости и добродетели, которых не даст никакой другой напиток». Кроули говорит об особой роли абсента в творчестве, по его словам, абсент помогает «отделить ту часть себя, которая „существует“ и воспринимает, от другой части, которая действует и страдает во внешнем мире». А это то, что он и называет творчеством.
- В книге Эриха Мария Ремарка «Три товарища» абсент упоминается четыре раза, а в романе «Триумфальная арка» абсент упоминается как запрещённый напиток, вызывающий бесплодие.

— Ах, абсент. Говорят, от него французы становятся импотентами, вы слыхали?
— Абсент действительно запрещён, — сказал Равик.

— А «перно» совершенно безвреден. Абсент вызывает бесплодие, а не импотенцию. Потому его и запретили.
- В 1913 году в Париже Чарльз Фоли поставил пьесу под названием «Абсент».
- В книге Сомерсета Моэма «Луна и грош» есть упоминания абсента.
- Герой романов Эдгара Берроуза Тарзан, по примеру многих европейцев того времени, выпивал абсент.

Тарзан вошёл в курительную и разыскал себе кресло немного в стороне от других. Ему не хотелось разговаривать, и, потягивая маленькими глотками свой абсент, он с грустью мысленно возвращался к только что пережитым дням.
- В 1930 году в США Кулсон Кернахан написал короткий рассказ «Two Absinthe-Minded Beggars». Пугающие неподготовленного читателя трагические образы, которые он рисует, передают отношение американцев к абсенту. Двое нищих решили заняться писательской деятельностью и, поскольку им «придётся изобразить человека, пристрастившегося к абсенту», они решили опробовать этот напиток на себе. Представления о «порочности» абсента в уме американского обывателя передают эти строки — «Таинственность, с которой более густая жидкость извивалась, сворачивалась в кольца и спирали вокруг более жидкой, вызвала в моём уме образ питона, обвивающегося вокруг своей жертвы».
- В книге «Муза, томимая жаждой», подробно исследующей американский литературный алкоголизм, автор, Том Дардис, говорит, что в ряду алкогольных напитков абсент считается пределом, «дальше некуда».
- В книге «Интервью с вампиром» (1976) Энн Райс упоминает абсент, подчёркивая его пагубность для здоровья. Испив кровь, «заражённую» экстрактом горькой полыни, вампир Лестат чувствует острое отравление, грозящее его жизни (это не верно, жизни вампира Лестата угрожало то, что он выпил кровь мертвеца, смерть которого была замаскирована абсентом).
- Известным любителем абсента являлся всемирно известный американский прозаик Эрнест Хемингуэй. В период жизни на Кубе и работы над своим произведением «Старик и море» он заказывал абсент из соседней Флориды и готовил его способом, ставшим классическим, — при помощи специального фонтанчика, пускающего воду тонкой струёй для разбавления абсента. В своей книге «Смерть после полудня» есть такие слова «С возрастом было всё сложнее выходить на ринг, не выпив три или четыре абсента, который, распаляя мою храбрость, несколько расстраивал рефлексы». Также в своём романе «По ком звонит колокол» Хемингуэй наделил главного героя Роберта Джордана привычкой пить абсент по вечерам своеобразным способом, приведённым выше. А в романе «Райский сад» Хемингуэй рекомендует на бокал с абсентом ставить стакан со льдом и маленькой дырочкой внизу, чтобы вода капала постепенно. Писатель даже придумал коктейль «Смерть после полудня» для сборника о любимых напитках знаменитостей. «Налейте одну рюмку абсента в бокал для шампанского. Добавьте ледяное шампанское, немного взболтайте, пока оно не достигнет опалового помутнения. Пейте медленно от трёх до пяти бокалов этого коктейля».[21]

### В кинематографе
- В фильме «Ван Хельсинг» (2004) главный герой даёт Анне попробовать абсент, произнося при этом фразу «Абсент, он крепкий», на что она, выпив его, отвечает «Берегите язык, а не то вам…», после чего герои неожиданно проваливаются сквозь прогоревшие после пожара доски пола мельницы в подземелье к Монстру Франкенштейна.
- В фильме «Из ада» главный герой употребляет абсент.
- В фильме «Евротур» (2004), главные герои, путешествующие по всей Европе попали в Братиславу, где им и удалось попробовать Братиславский 75% абсент, носивший имя «зеленый эльф» в культуре. Для героев напиток был в новинку, так как в США данный вид алкоголя был запрещен с 1912 по 2007 год из-за содержания туйона и галлюциногенного действия.

### В музыке
- В репертуаре Елены Ваенга есть песня «Абсент».
- Творческий дуэт из Воронежа, именуемый «abcent muzik» — представители фэшн-рэпа новой волны.
- В репертуаре Барбры Стрейзанд (Barbra Joan Streisand) есть песня «Absent Minded Me» (альбом «People», 1964 год).
- В альбоме «Сделай шаг» певца Иракли есть песня «Капли абсента».

## Комментарии
1. ↑  Производство его регламентировано очень многими правилами ЕС. Например, полынь вымачивается не в спирту, а в тёплой воде, поэтому содержание туйона в абсенте чаще всего значительно меньше.